# Nattens Madrigal - Aatte Hymne til Ulven i Manden
Nattens Madrigal - Aatte Hymne til Ulven i Manden är det tredje fullängds studioalbumet av det norska black metal-bandet Ulver. Albumet utgavs 1997 av skivbolaget Century Media Records.

## Låtförteckning
1. "I" – 6:16
2. "II" – 6:21
3. "III" – 4:48
4. "IV" – 5:21
5. "V" – 5:14
6. "VI" – 5:48
7. "VII" – 5:32
8. "VIII" – 4:38

- Text: Garm
- Musik: Garm / Haavard

## Medverkande
Musiker (Ulver-medlemmar)
- Garm (Kristoffer Rygg) – sång
- Haavard (Håvard Jørgensen) – akustisk gitarr
- AiwarikiaR (Erik Olivier Lancelot) – trummor
- Aismal (Torbjørn Pedersen) – gitarr
- Skoll (Hugh Stephen James Mingay) – basgitarr

Produktion
- Anders G. Offenberg, Jr. – ljudtekniker, ljudmix
- Helge Sten – ljudtekniker, ljudmix
- Audun Strype – mastering
- Tania Stene – omslagsdesign, omslagskonst, foto
- Helene Broch – foto
- Morten Andersen – foto
- Torgrim Røvreit – foto